# Spišské Bystré
Spišské Bystré (wcześniej Kubachy; niem. Kuhbach; węg. Hernádfalu, do 1899 r. Kubach) – wieś (obec) na Słowacji położona w kraju preszowskim, w okręgu Poprad. Miejscowość położona jest w Kotlinie Hornadzkiej nad rzeką Hornad. Pierwsze wzmianki o miejscowości pochodzą z roku 1294. 
Według danych z dnia 31 grudnia 2010, wieś zamieszkiwało 2431 osób, w tym 1189 kobiet i 1242 mężczyzn.
W 2001 roku rozkład populacji względem narodowości i przynależności etnicznej oraz religijnej wyglądał następująco:
- Słowacy – 91,22%
- Romowie – 7,86%
- Czesi – 0,29%
- Rusini – 0,04%

- katolicy – 94,29%
- ewangelicy – 0,46%
- grekokatolicy – 0,17%
- prawosławni – 0,04%
- niewierzący – 3,61%
- przynależność niesprecyzowana – 1,43%

We wsi znajduje się kościół rzymskokatolicki z 1706 roku, przebudowany w 1926 roku w stylu neogotyckim.

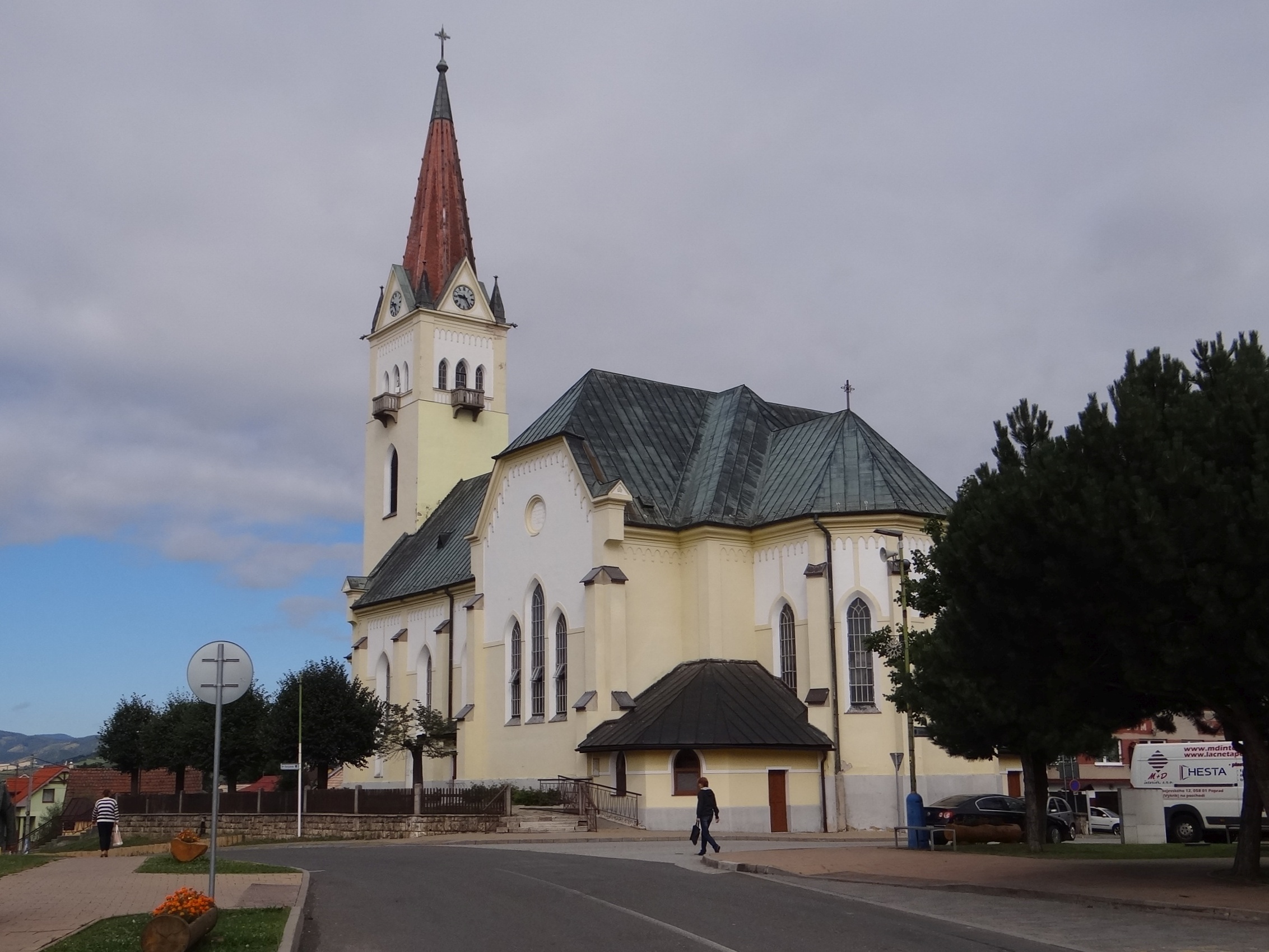
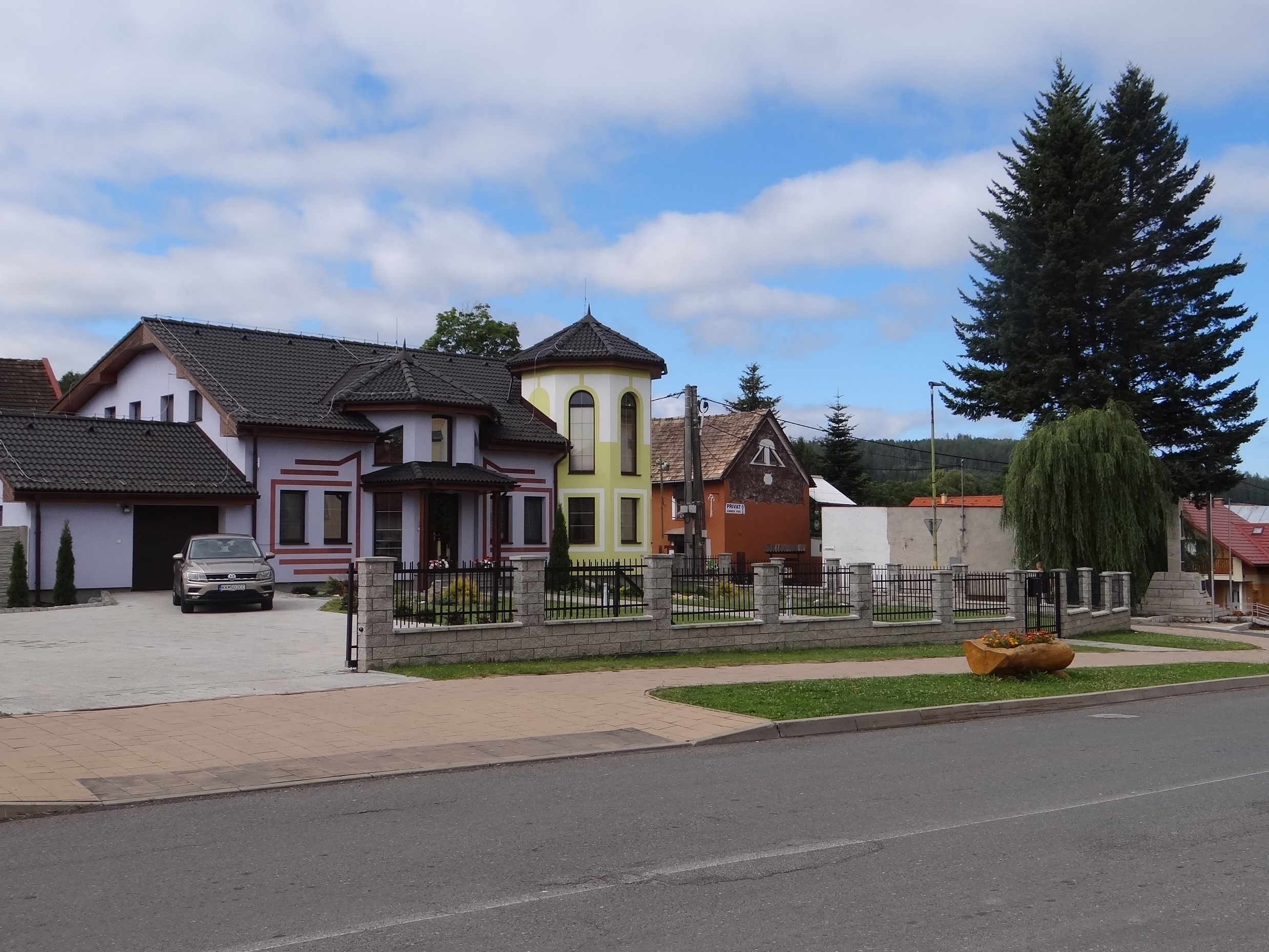
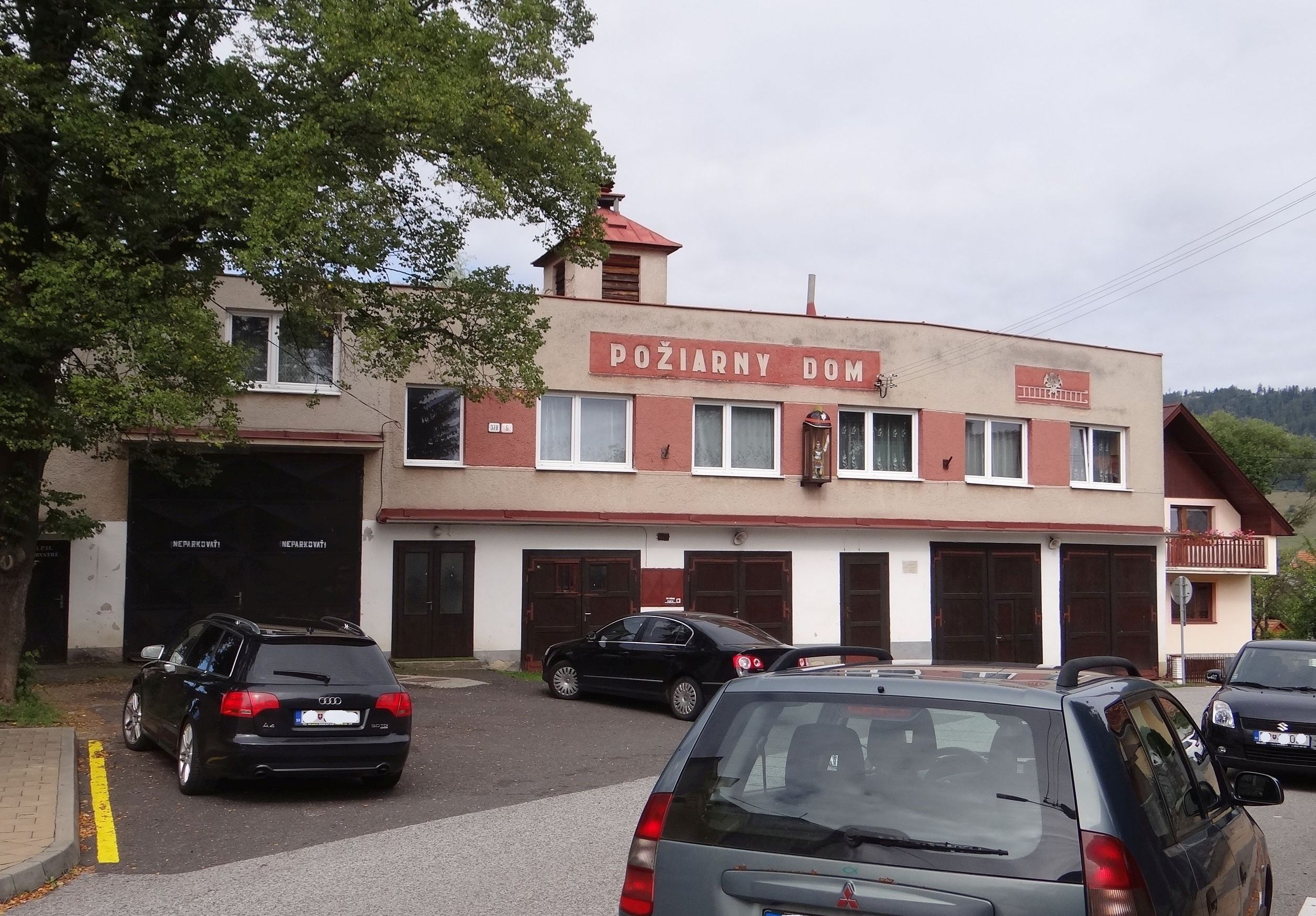